# Kalusha Bwalya
Kalusha Bwalya (Mufulira, 16 agosto 1963) è un ex calciatore e allenatore di calcio zambiano, di ruolo attaccante.
È stato uno dei più forti attaccanti africani degli anni novanta e detiene il record di presenze e di gol segnati nella nazionale del suo paese. È ritenuto il calciatore zambiano più forte di sempre. Fu nominato Giocatore africano dell'anno nel 1988 dalla rivista France Football, e nel 1996 fu incluso nella lista dei 30 candidati al FIFA World Player arrivando quattordicesimo.
Nel 1993 ha vinto il premio BBC African Footballer of the Year, assegnato dalla BBC Radio.

## Caratteristiche tecniche
Attaccante elegante, molto veloce, era forte nel dribbling, aveva un buon controllo di palla e un buon tiro. Non era un centravanti, ma una seconda punta.

## Carriera

### Giocatore

#### Club
Dopo aver giocato per un lustro in patria, nel 1985, a 22 anni, il Cercle Bruges, club belga di prima divisione, lo acquista in cambio di 25.000 dollari.

#### Nazionale
Bwalya fece il suo debutto in nazionale nel 1983 contro l'Uganda. Nel 1988 fu membro della squadra che partecipò alle Olimpiadi di Seul, diventando famoso grazie alla tripletta siglata nella storica vittoria per 4-0 sull'Italia. Benché fosse il capitano della nazionale zambiana durante le qualificazioni ai Mondiali 1994, Kalusha, impegnato in quei frangenti con il PSV Eindhoven, non si trovava sul tragico volo del 28 aprile 1993, giorno in cui l'intera squadra e il suo staff perirono quando l'aereo su cui viaggiavano precipitò nell'Oceano Atlantico al largo del Gabon. Era previsto che lo zambiano avrebbe raggiunto i compagni con mezzi propri.
Bwalya si assunse il compito di riportare in alto la nazionale l'anno seguente, capitanando la squadra fino alla finale della Coppa d'Africa 1994 in Tunisia, dove però dovettero soccombere alle SuperAquile della Nigeria; questo fu il punto più alto della carriera di Bwalya. Lo Zambia terminò al terzo posto la successiva edizione della Coppa d'Africa, nel 1996, con Kalusha che vinse la Scarpa d'oro come capocannoniere del torneo.
Durante la sua carriera ha vestito in 100 occasioni la maglia della nazionale, segnando 50 gol e partecipando da giocatore a sei edizioni della Coppa d'Africa. Ha lasciato la nazionale nel 2004 per diventarne allenatore.

### Giocatore-allenatore
Prese il ruolo di giocatore-allenatore per le gare di qualificazione ai Mondiali 2006 (Zona africana). Il 5 settembre 2004, lo Zambia giocò contro la Liberia: il risultato era fermo sullo 0-0 pochi minuti prima del fischio finale. Kalusha, quarantunenne, fece il proprio ingresso in campo (100ª presenza in nazionale), segnando tra l'altro il proprio 50º gol, un calcio di punizione con il suo marchio di fabbrica che diede allo Zambia la vittoria per 1-0 e la vetta del Gruppo 1. Ma lo Zambia chiuse al terzo posto nel girone e fallì la qualificazione a Germania 2006.
Nonostante la mancata qualificazione, Bwalya guidò lo Zambia alla Coppa d'Africa 2006. Dopo l'eliminazione al primo turno, Bwalya rassegnò le dimissioni.

### Ambasciatore FIFA
È tuttavia rimasto attivamente legato al calcio internazionale, contribuendo alla riuscita del Mondiale 2006 come membro del Gruppo di Studio Tecnico della FIFA. Inoltre è stato uno degli ambasciatori dei Mondiali 2010 che si sono disputati in Sudafrica, non lontano dallo Zambia.

## Carriera amministrativa
Attualmente Bwalya lavora come membro del comitato di supporto alla FIFA e alla CAF e come vicepresidente della Federcalcio zambiana.
Nella prima metà del 2006, Bwalya rassegnò le sue dimissioni da allenatore dello Zambia ma rimase vicepresidente della ZFA. Fu il risultato di una serie di pressioni da parte dei membri della Federazione Zambiana e dei media. Il 24 luglio 2006, Patrick Phiri è divenuto il CT ad interim dello Zambia, ma notizie dei media suggeriscono che la Federcalcio Zambiana sta cercando di mettere sotto contratto un allenatore espatriato per dargli un ruolo fisso.

## Palmarès

### Giocatore

#### Club
- Campionato olandese: 3

PSV: 1988-1989, 1990-1991, 1991-1992
- Coppa dei Paesi Bassi: 2

PSV: 1988-1989, 1989-1990
- Supercoppa dei Paesi Bassi: 1

PSV: 1992

#### Individuale
- Calciatore africano dell'anno: 1

1988
- BBC African Footballer of the Year: 1

1993
- Capocannoniere della Coppa d'Africa: 1

1996